# Bahalat Bayu
Bahalat Bayu is een bestuurslaag in het regentschap Simalungun van de provincie Noord-Sumatra, Indonesië. Bahalat Bayu telt 1785 inwoners (volkstelling 2010).